# Hoàng Công Khanh
Hoàng Công Khanh (1922 – 5 tháng 5 năm 2010), tên thật là Đoàn Xuân Kiều – một nhà văn, nhà viết kịch Việt Nam. Ông quê ở Kiến An, Hải Phòng. Hoàng Công Khanh được biết đến nhiều bởi các tác phẩm văn học và kịch nói lịch sử, dã sử. Ngoài bút danh Hoàng Công Khanh, ông còn viết với các bút danh Hồng Thao, Kiểu Kiến.

## Tiểu sử
Hoàng Công Khanh sinh tại Kiến An, Hải Phòng năm 1922 trong một gia đình trí thức. Ông tốt nghiệp tú tài triết học Pháp toàn phần, nhưng từ nhỏ đã có niềm say mê đặc biệt với ngôn ngữ Hán Nôm. Khi còn trẻ, ông cùng bạn bè tham gia vào đội thanh niên yêu nước chống Pháp và bị bắt giam ở nhà tù Sơn La (1941 –1945. Trong thời gian này, ông viết tập ký sự Hoa Nhạn lại hồng (Nhà xuất bản Văn học in lại năm 1991).
Sau Cách mạng tháng Tám, Hoàng Công Khanh lần lượt trải qua các chức vụ trong chính quyền Việt Nam dân chủ cộng hòa: trưởng ty thông tin truyên truyền, chủ tịch hội văn hóa cứu quốc Hải Phòng, trưởng phòng biên tập sở thông tin tuyên truyền thành phố Hải Phòng, tổng thư ký hội văn hóa cứu quốc liên khu 3, ủy viên ban chấp hành chi hội văn học nghệ thuật liên khu 3, chủ tịch hội đồng tiết mục Sở Văn hóa Hà Nội, chủ bút một số tạp chí,... Năm 1950, ông trở về Hà Nội làm chủ bút tờ Dân ý, tờ báo có sự chỉ đạo của thành ủy Hà Nội.
Hoàng Công Khanh là một trong những nạn nhân của vụ Nhân văn giai phẩm. Vào khoảng năm 1957, báo Nói thật do Hoàng Công Khanh làm chủ bút trích đăng bài Sự chia tay giữa chính trị và văn nghệ của Lỗ Tấn bày tỏ sự ủng hộ quan điểm yêu cầu nghệ thuật phải tách rời chính trị do Lê Đạt, Trần Dần, Tử Phác,... khởi xướng. Ông bị buộc thôi việc và bị bắt giam. Sau khi ra tù, Hoàng Công Khanh phải đi làm thợ mộc rong, nhưng suốt 10 năm cực nhọc với công việc tay chân, Hoàng Công Khanh vẫn không quên viết. Ông tâm sự về thời kỳ này: "Trước đây, tôi giữ nhiều chức vụ nhưng thật ra chẳng làm được gì đáng kể, làm thợ mộc rong vừa có nhiều tiền, vừa viết khỏe". Những tác phẩm ông viết trong thời gian này đều được đồng nghiệp đánh giá cao vì tính chân thực, nhiều cuốn được trao giải thưởng của Hội liên hiệp văn học nghệ thuật.
Hoàng Công Khanh có bốn cô con gái, nhưng sau này khi ông về già, vợ mất, ông sống một mình trong căn hộ tầng một tại khu tập thể Phương Mai, quận Đống Đa, Hà Nội. Ông mất ngày 5 tháng 5 năm 2010 tại Hà Nội.

## Văn nghiệp

### Quá trình sáng tác
Hoàng Công Khanh bắt đầu được biết đến qua vở kịch thơ Về Hồ được diễn ở Hà Nội chào mừng quốc hội khóa một nước Việt Nam dân chủ cộng hòa và sau đó được công diễn trên nhiều vùng kháng chiến khắp cả nước. Thời gian đầu kháng chiến chống Pháp ở Liên khu 3, ông giữ nhiều chức vụ quản lý trong ngành văn hóa và vẫn viết đều tay.
Giai đoạn sau Cách mạng tháng Tám đến 1950, ông xuất bản hai tập truyện ngắn Trên bến Búng (1947) và Chuyện người tù binh Algérie (1948), hai vở kịch nói Màn cửa vàng (1950) và Nhập ngũ (1950) cùng tập thơ Hà Nội không ngủ (1950). Các sáng tác của Hoàng Công Khanh thời kỳ này chủ yếu có mục đích phục vụ cuộc kháng chiến chống Pháp.
Từ giữa năm 1950 đến 1954, ông về Hà Nội viết văn, viết báo, làm tổng biên tập tạp chí Dân ý, một tạp chí có sự lãnh đạo của thành ủy Hà Nội. Những tác phẩm được nhắc tới nhiều nhất của Hoàng Công Khanh được viết trong thời gian này. Ông đã cho xuất bản các tác phẩm Mối tình đầu (tiểu thuyết, 1951), Mẹ tôi sớm biệt một chiều thu (tiểu thuyết, 1953, tái bản 1991), Yêu chỉ một lần (tiểu thuyết, 1954), Trại Tân Bồi (tiểu thuyết, 1953), Bạn đường (tiểu thuyết, 1953), Éo le (tiểu thuyết, 1954), Bến nước Ngũ Bồ và Cung phi Điểm Bích (kịch thơ, xuất bản 1953, tái bản 1991). Các vở kịch thơ Bến nước Ngũ Bồ, Cung phi Điểm Bích được dựng lại trên sân khấu vào các năm 2007, 2008 và đều được đánh giá rất cao. Riêng Cung phi Điểm Bích còn được Giải A giải thưởng sân khấu 2007 của Hội nghệ sĩ sân khấu Việt Nam.
Sau ngày tiếp quản thủ đô, ông vẫn tiếp tục hoạt động văn hóa văn nghệ, là chủ tịch Hội đồng tiết mục Sở văn hóa Hà Nội. Thời gian này, ông viết ca kịch là chủ yếu. Từ 1955 đến 1961 ông viết hàng chục vở như Ngọn cờ Giải phóng (1955), Nữ gián điệp Triều Tiên (1957), Nhạc mùa xuân (1956), Lương Sơn Bá – Chúc Anh Đài (1956), Mẫu đơn tiên (1956), Phạm Tải Ngọc Hoa (1957),... Các sáng tác thời kỳ này của Hoàng Công Khanh dồi dào, nhưng chất lượng không được đánh giá cao như thời kỳ trước.
Ca kịch của ông có vở đã in và công diễn, có vở đã công diễn nhưng chưa xuất bản. Đến những năm gần đây, thời kỳ đổi mới ông lại tiếp tục viết: Đôi mắt màu tím (tiểu thuyết, 1994), Danh tướng Trần Hưng Đạo (tiểu thuyết lịch sử, 1995), Vua Đen (tiểu thuyết lịch sử, 1996). Thời kỳ này, Hoàng Công Khanh chủ yếu tập trung khai thác các chủ đề lịch sử. Các tác phẩm của ông dễ đọc, nhưng không có đột phá nào đặc biệt.
Tính tổng cộng trong sự nghiệp của mình, Hoàng Công Khanh đã cho xuất bản hơn 60 tác phẩm, bao gồm 14 tiểu thuyết, năm tập thơ, kịch thơ và rất nhiều vở kịch nói, ca kịch có giá trị nghệ thuật.

## Câu nói ấn tượng
- Cảm nhận và hiểu cuộc đời:

| “                | "Trước đây, tôi giữ nhiều chức vụ nhưng thật ra chẳng làm được gì đáng kể, làm thợ mộc rong vừa có nhiều tiền, vừa viết khỏe." | ” |
| — Báo VietNamNet | |   |

## Tác phẩm
- Về Hồ (kịch thơ, 1946)
- Trên bến Búng (tập truyện ngắn, 1947)
- Hà Nội không ngủ (tập thơ, 1948)
- Chuyện người tù binh Algeria (tập truyện ngắn, 1948)
- Màn cửa vàng (kịch nói, 1950)
- Nhập ngũ (kịch nói, 1950)
- Mối tình đầu (tiểu thuyết, 1951)
- Bạn đường (tiểu thuyết, 1953)
- Mẹ tôi sớm biệt một chiều thu (tiểu thuyết, 1953, 1991)
- Trại Tân Bồi (tiểu thuyết, 1953)
- Ngọa Triều (1953)
- Bến nước Ngũ Bồ và Cung phi Điểm Bích (kịch thơ, 1953, 1991)
- Yêu chỉ một lần (tiểu thuyết, 1954)
- Éo le (tiểu thuyết, 1954)
- Ngọn cờ giải phóng (ca kịch, 1955)
- Nhạc mùa xuân (ca kịch, 1956)
- Lương Sơn Bá – Chúc Anh Đài (ca kịch, 1956)
- Mẫu đơn tiên (ca kịch, 1956)
- Phạm Tải Ngọc Hoa (ca kịch, 1957)
- Nữ gián điệu Triều Tiên (ca kịch, 1957)
- Du kích Tam Tỉnh (1991)
- Hoa nhạn lại hồng (ký sự, 1991)
- Đôi mắt màu tím (tiểu thuyết, 1994)
- Danh tướng Trần Hưng Đạo (tiểu thuyết lịch sử, 1995)
- Vua Đen (tiểu thuyết lịch sử, 1996)
- Hoàng hậu hai triều vua Dương Vân Nga (tiểu thuyết lịch sử, 1996)
- Vằng vặc sao Khuê (tiểu thuyết lịch sử, 1998)

## Giải thưởng
- Giải thưởng Ủy ban toàn quốc liên hiệp các hội văn học nghệ thuật Việt Nam 1994 cho tiểu thuyết Đôi mắt màu tím
- Giải thưởng Ủy ban toàn quốc liên hiệp các hội văn học nghệ thuật Việt Nam 1997 cho tiểu thuyết Hoàng hậu hai triều vua Dương Vân Nga
- Giải thưởng Thăng Long của Hội liên hiệp văn học nghệ thuật Hà Nội 1998 cho tiểu thuyết Vằng vặc sao Khuê
- Huy chương bạc đại hội sân khấu toàn quốc năm 1997 (?)
- Huy chương Vì sự nghiệp văn học nghệ thuật của Ủy ban liên hiệp văn học nghệ thuật Việt Nam
- Huy chương Vì sự nghiệp văn hóa của Ủy ban quốc gia UNESCO Việt Nam
- Ngoài ra còn nhiều giải thưởng văn học của Vụ nghệ thuật sân khấu Việt Nam, Hội nhà văn Việt Nam,...